# Josefa Beck
Johanna Josefa Beck, auch Josepha Beck, geborene Johanna Scheef(f)er bzw. Johanna Schäfer (um 1765 in Mannheim – 20. April 1827 in Karlsruhe) war eine deutsche Opernsängerin (Sopran).

## Leben
Beck bildete sich unter Dorothea Wendling für die Bühne aus und war nach einem Debütauftritt in Ulm im selben Jahr 1780 in Mannheim engagiert, wo sie unter anderem 1782 als Zémire in Zémire et Azor von André-Ernest-Modeste Grétry Erfolg hatte. Zwei Jahre nach ihrer Verheiratung 1788 mit Heinrich Beck erhielt sie als erste Sängerin ein Anstellungsdekret auf Lebenszeit.
Wegen der Revolutionskriege verließ sie Mannheim 1796 und ging auf eine Gastspielreise, die sie unter anderem nach Hamburg und Berlin führte. Von 1796 bis 1797 wirkte sie am Hoftheater von Gotha und von 1797 bis 1798 erneut in Mannheim. Von 1798 bis 1801 war sie mit ihrem Mann am Münchner Hoftheater beschäftigt, dort wurde besonders ihre Leistung als „Constanze“ in Die Entführung aus dem Serail bewundert. Nach Mannheim 1801 zurückgekehrt, wirkte sie dort ununterbrochen bis zu ihrer Pensionierung 1819 (gelegentlich auch im Schauspiel), übersiedelte dann nach Karlsruhe und starb auch dort.
Ihre Töchter waren die Schauspielerin Louise Beck (1789–1857) und die Sängerin Auguste Beck (1793-frühestens 1827).